# Пам'ятки архітектури національного значення Чернівецької області
У Чернівецькій області нараховується 137 пам'яток архітектури національного значення.
| № п/п                | Найменування пам'ятки                                              | Датування     | Місцезнаходження               | Охоронний номер та номер у комплексі |
| м.Чернівці           |                                                                    |               |                                |                                      |
| 1                    | Резиденція буковинських митрополитів (мур.)                        | 1863-1882 рр. | вул.Коцюбинського, 2           | 778 0                                |
| 2                    | Корпус митрополита (мур.)                                          | 1864-1876 рр. | вул.Коцюбинського, 2           | 778 1                                |
| 3                    | Семінарський корпус (мур.)                                         | 1870 р.       | вул.Коцюбинського, 2           | 778 2                                |
| 4                    | Семінарська церква (мур.)                                          | 1878 р.       | вул.Коцюбинського, 2           | 778 3                                |
| 5                    | Монастирський корпус (мур.)                                        | 1874 р.       | вул.Коцюбинського, 2           | 778 4                                |
| 6                    | Парк та паркові споруди                                            | 1876-1878 рр. | вул.Коцюбинського, 2           | 778 5                                |
| 7                    | Миколаївська церква (дер.)                                         | 1607 р.       | вул.Сагайдачного, 87-а         | 779 0                                |
| 8                    | Успенська церква у Количанці (дер.)                                | 1783 р.       | вул.Новоуспенська, 2           | 781 0                                |
| 9                    | Церква Різдва Богородиці у Горечі (мур.)                           | 1767 р.       | вул.Троянівська, 1             | 782 1                                |
| 10                   | Дзвіниця церкви Різдва Богородиці у Горечі (дер.)                  | 1767 р.       | вул.Троянівська, 1             | 782 2                                |
| 11                   | Спиридонівська церква (дер.)                                       | 1715 р.       | вул.Тольятті, 8                | 804 1                                |
| 12                   | Дзвіниця Спиридонівської церкви (дер.)                             | 1773 р.       | вул.Тольятті, 8                | 804 2                                |
| 13                   | Вознесенська церква (дер.)                                         | к.17 ст.      | вул.Бориспільська, 13          | 1735 1                               |
| 14                   | Дзвіниця Вознесенської церкви (дер.)                               | к.17 ст.      | вул.Бориспільська, 13          | 1735 2                               |
| 15                   | Вірменська церква (мур.)                                           | 1869-1875 рр. | вул.Українська, 30             | 1736 0                               |
| 16                   | Міський театр (мур.)                                               | 1905 р.       | пл.Театральна, 1               | 1737 0                               |
| 17                   | Ратуша (мур.)                                                      | 1847 р.       | пл.Центральна, 1               | 1738 0                               |
| 18                   | Адміністративний будинок (мур.)                                    | 1901 р.       | пл.Центральна, 10              | 1739 0                               |
| 19                   | Палац юстиції (мур.)                                               | 1906 р.       | вул.Радянська, 1               | 1740 0                               |
| 20                   | Комплекс Центральної площі (мур.)                                  | 19-20 ст.     | пл.Центральна, 2,3,4,5,6,7,8,9 | 70-Н 0                               |
| 21                   | Комплекс Театральної площі (мур.)                                  | 19-20 ст.     | пл.Центральна, 2,3,4,5,6,7,8,9 | 71-Н 0                               |
| 22                   | Будинок крайового уряду Буковини (мур.)                            | 1871-1873 рр. | вул.О.Поповича, 2              | 72-Н 0                               |
| 23                   | Комплекс Герренгассе (мур.)                                        | 19-20 ст.     | вул.О.Кобилянської, 1-57, 4-44 | 73-Н 0                               |
| 24                   | Комплекс Гауптштрассе (мур.)                                       | 19-20 ст.     | вул.Головна, 4-58, 1-79        | 74-Н 0                               |
| 25                   | Комплекс Чернівецького музею народної архітектури та побуту (мур.) | 17-20 ст.     | вул.Московської Олімпіади      | 75-Н 0                               |
| Вижницький район     |                                                                    |               |                                |                                      |
| 26                   | Церква Іоанна Сучавського (дер.)                                   | 1792 р.       | с.Виженка                      | 783 1                                |
| 27                   | Дзвіниця церкви Іоанна Сучавського (дер.)                          | 19 ст.        | с.Виженка                      | 783 2                                |
| 28                   | Миколаївська церква (дер.)                                         | 1783 р.       | с.Волока                       | 1741 0                               |
| Герцаївський район   |                                                                    |               |                                |                                      |
| 29                   | Спиридонівська церква (мур.)                                       | 1807 р.       | м.Герца                        | 787 0                                |
| 30                   | Церква Різдва Богородиці (мур.)                                    | 1646 р.       | c.Байраки                      | 788 1                                |
| 31                   | Дзвіниця церкви Різдва Богородиці (мур.)                           | 1646 р.       | c.Байраки                      | 788 2                                |
| 32                   | Дмитрівська церква (дер.)                                          | 18 ст.        | с.Буківка                      | 1744 0                               |
| 33                   | Успенська церква (мур.)                                            | 1794 р.       | c.Велика Буда                  | 789 0                                |
| 34                   | Благовіщенська церква (мур.)                                       | 1772 р.       | c.Круп'янське                  | 790 1                                |
| 35                   | Дзвіниця Благовіщенської церкви (мур.)                             | 1772 р.       | c.Круп'янське                  | 790 2                                |
| 36                   | Дмитрівська церква (дер.)                                          | 1757 р.       | c.Луковиця                     | 791 1                                |
| 37                   | Дзвіниця Дмитрівської церкви (мур.)                                | 1757 р.       | c.Луковиця                     | 791 2                                |
| 38                   | Всіхсвятська церква (мур.)                                         | 1818 р.       | c.Мала Буда                    | 792 0                                |
| 39                   | Успенська церква (мур.)                                            | 18 ст.        | с.Могилівка                    | 1746 0                               |
| 40                   | Хрестовоздвиженська церква (дер.)                                  | 1561 р.       | c.Підвальне                    | 793 0                                |
| 41                   | Михайлівська церква (дер.)                                         | 1663 р.       | с.Петрашівка                   | 1747 0                               |
| 42                   | Дмитрівська церква (мур.)                                          | 1811 р.       | с.Тернавка                     | 1748 0                               |
| 43                   | Архангельська церква (дер.)                                        | 1796 р.       | с.Цурінь                       | 1750 0                               |
| Глибоцький район     |                                                                    |               |                                |                                      |
| 44                   | Козьмодем'янівська церква (зміш.)                                  | 18 ст.        | с.Біла Криниця                 | 1742 0                               |
| 45                   | Успенський собор старообрядців (мур.)                              | 1900-1908 рр. | с.Біла Криниця                 | 1743 0                               |
| 46                   | Хрестовоздвиженська церква (дер.)                                  | 1790 р.       | с.Верхні Синівці               | 1745 0                               |
| 47                   | Миколаївська церква (дер.)                                         | 1618 р.       | c.Поляна                       | 794 1                                |
| 48                   | Дзвіниця Миколаївської церкви (дер.)                               | 1618 р.       | c.Поляна                       | 794 2                                |
| 49                   | Успенська церква (мур.)                                            | 1718 р.       | с.Турятка                      | 1749 0                               |
| Заставнівський район |                                                                    |               |                                |                                      |
| 50                   | Церква Різдва Богородиці (мур.)                                    | 1835 р.       | с.Василів                      | 1751 0                               |
| 51                   | Успенська церква (дер.)                                            | 1794 р.       | с.Веренчанка                   | 1752 0                               |
| 52                   | Палац Зота (мур.)                                                  | 1809 р.       | с.Вікно                        | 1753 0                               |
| 53                   | Іоанівська церква (мур.)                                           | 1826 р.       | с.Вікно                        | 1754 0                               |
| 54                   | Церква Різдва Богородиці (мур.)                                    | 1797 р.       | c.Звенячин                     | 799 0                                |
| 55                   | Успенська церква (дер.)                                            | 1779 р.       | c.Кулівці                      | 798 1                                |
| 56                   | Дзвіниця Успенської церкви (дер.)                                  | 1779 р.       | c.Кулівці                      | 798 2                                |
| 57                   | Покровська церква (мур.)                                           | 1791 р.       | с.Репужинці                    | 1755 1                               |
| 58                   | Дзвіниця Покровської церкви (мур.)                                 | 1791 р.       | с.Репужинці                    | 1755 2                               |
| 59                   | Іванівська церква (мур.)                                           | 1765 р.       | c.Хрещатик                     | 802 1                                |
| 60                   | Дзвіниця Іванівської церкви з каплицею (мур.)                      | 17 ст.        | c.Хрещатик                     | 802 2                                |
| Кіцманський район    |                                                                    |               |                                |                                      |
| 61                   | Миколаївська церква (дер.)                                         | 1786 р.       | c.Берегомет                    | 795 1                                |
| 62                   | Дзвіниця Миколаївської церкви (дер.)                               | 18 ст.        | c.Берегомет                    | 795 2                                |
| 63                   | Успенська церква (дер.)                                            | 1778 р.       | c.Валява                       | 796 1                                |
| 64                   | Дзвіниця Успенської церкви (дер.)                                  | 19 ст.        | c.Валява                       | 796 2                                |
| 65                   | Успенська церква (мур.)                                            | 1786 р.       | с.Глиниця                      | 1756 0                               |
| 66                   | Успенська церква (дер.)                                            | к.17 ст.      | c.Дубівці                      | 797 1                                |
| 67                   | Дзвіниця Успенської церкви (дер.)                                  | 18 ст.        | c.Дубівці                      | 797 2                                |
| 68                   | Церква Різдва Богородиці (дер.)                                    | 1794 р.       | с.Іванківці                    | 1757 0                               |
| 69                   | Вознесенська церква (мур.)                                         | 1453-1455 рр. | смт.Лужани                     | 800 1                                |
| 70                   | Дзвіниця Вознесенської церкви (дер.)                               | 19 ст.        | смт.Лужани                     | 800 2                                |
| 71                   | Миколаївська церква (дер.)                                         | 1794 р.       | с.Нижні Станівці               | 808 1                                |
| 72                   | Дзвіниця Миколаївської церкви (дер.)                               | 18 ст.        | с.Нижні Станівці               | 808 2                                |
| 73                   | Успенська церква (дер.)                                            | 1850 р.       | с.Оршівці                      | 1758 1                               |
| 74                   | Дзвіниця Успенської церкви (дер.)                                  | 19 ст.        | с.Оршівці                      | 1758 2                               |
| 75                   | Костянтинівська церква (дер.)                                      | 1779 р.       | c.Ошихліби                     | 801 1                                |
| 76                   | Дзвіниця Костянтинівської церкви (дер.)                            | 18 ст.        | c.Ошихліби                     | 801 2                                |
| 77                   | Церква Різдва (мур.)                                               | 1812 р.       | с.Шипинці                      | 1759 0                               |
| Новоселицький район  |                                                                    |               |                                |                                      |
| 78                   | Троїцька церква (мур.)                                             | 1818 р.       | с.Магала                       | 805 0                                |
| 79                   | Комплекс Іллінської церкви (мур.)                                  | 1560 р.       | с.Топорівці                    | 806 0                                |
| 80                   | Іллінська церква (мур.)                                            | 1560 р.       | с.Топорівці                    | 806 1                                |
| 81                   | Дзвіниця (мур.)                                                    | 1560 р.       | с.Топорівці                    | 806 2                                |
| 82                   | Огорожа (мур.)                                                     | 1560 р.       | с.Топорівці                    | 806 3                                |
| Путильський район    |                                                                    |               |                                |                                      |
| смт.Путила           |                                                                    |               |                                |                                      |
| 83                   | Миколаївська церква (дер.)                                         | 1885 р.       |                                | 1760 0                               |
| 84                   | Дмитрівська церква (дер.)                                          | 1871 р.       | с.Дихтинець                    | 1761 0                               |
| 85                   | Успенська церква (дер.)                                            | 1846 р.       | с.Розтоки                      | 1762 1                               |
| 86                   | Дзвіниця Успенської церкви (дер.)                                  | 19 ст.        | с.Розтоки                      | 1762 2                               |
| 87                   | Василівська церква (дер.)                                          | 1790 р.       | с.Конятин                      | 784 1                                |
| 88                   | Дзвіниця Василівської церкви (дер.)                                | 18 ст.        | с.Конятин                      | 784 2                                |
| 89                   | Церква Різдва Богородиці (дер.)                                    | 1630 р.       | с.Селятин                      | 785 1                                |
| 90                   | Дзвіниця церкви Різдва Богородиці (дер.)                           | 18 ст.        | с.Селятин                      | 785 2                                |
| 91                   | Церква Параскеви (дер.)                                            | 1881 р.       | с.Усть-Путила                  | 786 1                                |
| 92                   | Дзвіниця церкви Параскеви (дер.)                                   | 19 ст.        | с.Усть-Путила                  | 786 2                                |
| 93                   | Іллінська церква (дер.)                                            | 1898 р.       | с.Шепіт                        | 1763 1                               |
| 94                   | Дзвіниця Іллінської церкви (дер.)                                  | к.19 ст.      | с.Шепіт                        | 1763 2                               |
| Сокирянський район   |                                                                    |               |                                |                                      |
| 95                   | Дмитрівська церква (дер.)                                          | 1794 р.       | с.Білоусівка                   | 1764 1                               |
| 96                   | Дзвіниця Дмитрівської церкви (дер.)                                | к.19 ст.      | с.Білоусівка                   | 1764 2                               |
| Сторожинецький район |                                                                    |               |                                |                                      |
| 97                   | Михайлівська церква (дер.)                                         | 1806 р.       | с.Стара Жадова                 | 809 0                                |
| Хотинський район     |                                                                    |               |                                |                                      |
| м.Хотин              |                                                                    |               |                                |                                      |
| 98                   | Комплекс споруд фортеці (мур.)                                     | 13-19 ст.     |                                | 803 0                                |
| 99                   | В'їзна башта замку (мур.)                                          | 13-16 ст.     |                                | 803 1                                |
| 100                  | Південно-західна башта замку (мур.)                                | 13-16 ст.     |                                | 803 2                                |
| 101                  | Комендантська башта замку (мур.)                                   | 13-16 ст.     |                                | 803 3                                |
| 102                  | Північна башта замку (мур.)                                        | 13-16 ст.     |                                | 803 4                                |
| 103                  | Палац коменданта (мур.)                                            | 13-16 ст.     |                                | 803 5                                |
| 104                  | Замкова церква (мур.)                                              | 13-16 ст.     |                                | 803 6                                |
| 105                  | Подільська брама (мур.)                                            | 18 ст.        |                                | 803 7                                |
| 106                  | Бендерська брама (мур.)                                            | 18 ст.        |                                | 803 8                                |
| 107                  | Ясська брама (мур.)                                                | 18 ст.        |                                | 803 9                                |
| 108                  | Руська брама (мур.)                                                | 18 ст.        |                                | 803 10                               |
| 109                  | Кам'янецька брама (мур.)                                           | 18 ст.        |                                | 803 11                               |
| 110                  | Бастіони з валами (зміш.)                                          | 18 ст.        |                                | 803 12                               |
| 111                  | Гарнізонні майстерні (мур.)                                        | 18 ст.        |                                | 803 13                               |
| 112                  | Церква Олександра Невського (мур.)                                 | 1835 р.       |                                | 803 14                               |
|                      |                                                                    |               |                                |                                      |